# جانزتاون (نیویورک)
جانزتاون (به انگلیسی: Johnstown) شهری در شهرستان فولتن ایالت نیویورک است که در سرشماری سال ۲۰۱۰ میلادی، ۸۵۱۱ نفر جمعیت داشته‌است. جانزتاون، به‌طور رسمی در تاریخ ۱۸۹۵ میلادی به‌عنوان یک شهر شناخته شد.